# Tōshō-gū

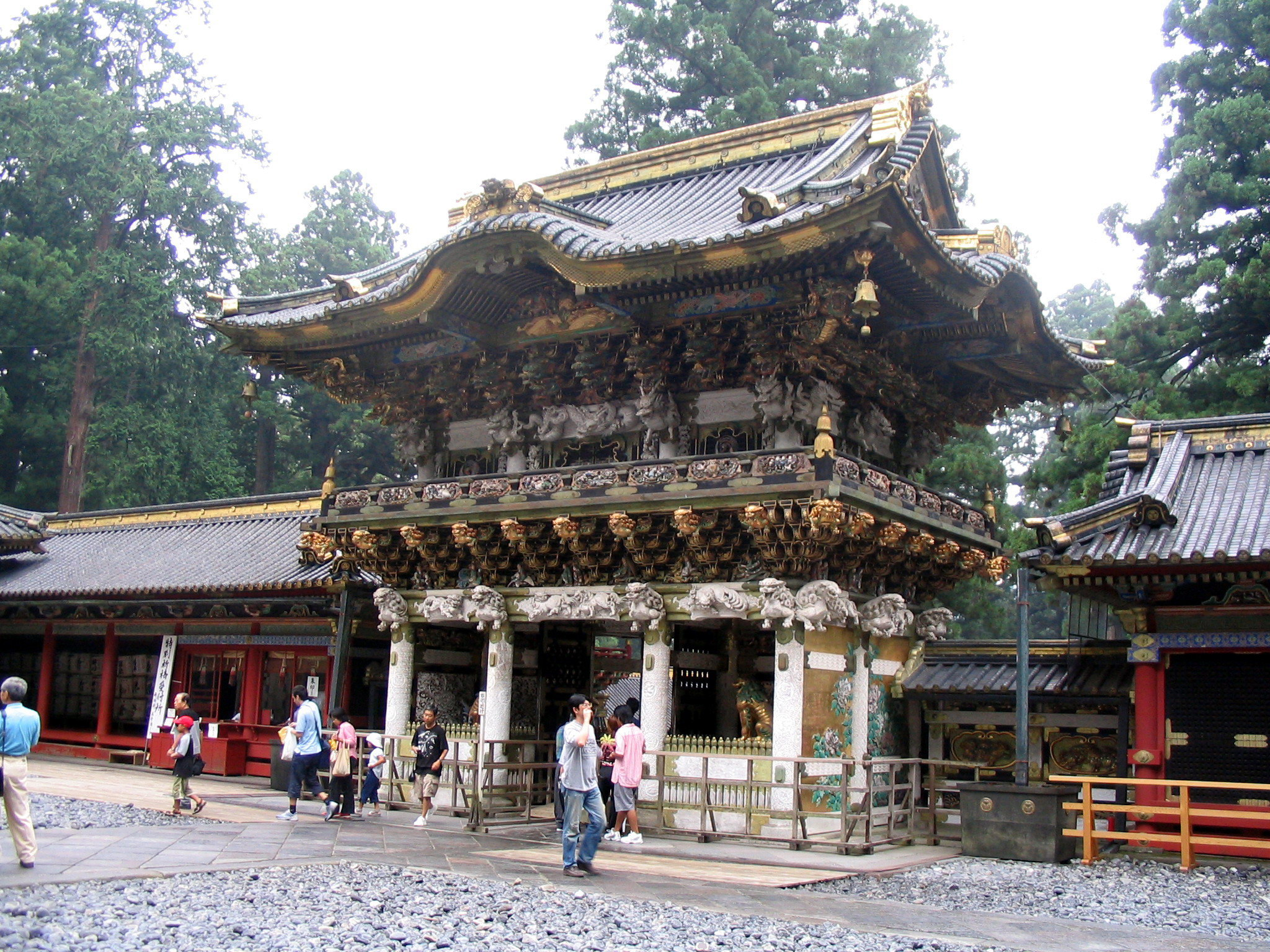
La yomei-mon (« porte d'ivoire ») du tōshō-gū de Nikkō.

Tōshō-gū (東照宮, Tōshōgū) est le nom donné à un type de sanctuaire shinto dédié à Ieyasu Tokugawa, le fondateur du shôgunat Tokugawa au Japon.

## Description
Le nom de tōshō-gū est basé sur le titre posthume qui a été conféré à Tokugawa Ieyasu par la cour impériale, Tōshō Daigongen (東照). Deux variantes de ce nom divin sont Tōshō Shinkun (東照神君) qui met l'emphase sur l'idée d'un monarque déifié (le second kanji de shinkun est le même que celui dans taikun), et Azumatera kami oya no mikoto (東照親命), à tendance shintoïste, qui est notamment cité par Motoori Norinaga dans Tamakatsuma et met l'accent sur le rôle d'ancêtre fondateur du bakufu Tokugawa.

## Localisation
On trouve des sanctuaires tōshō-gū un peu partout au Japon (plus d'une centaine) mais le plus célèbre est celui de Nikkō, dans la préfecture de Tochigi.

### Letōshō-gūde Nikkō

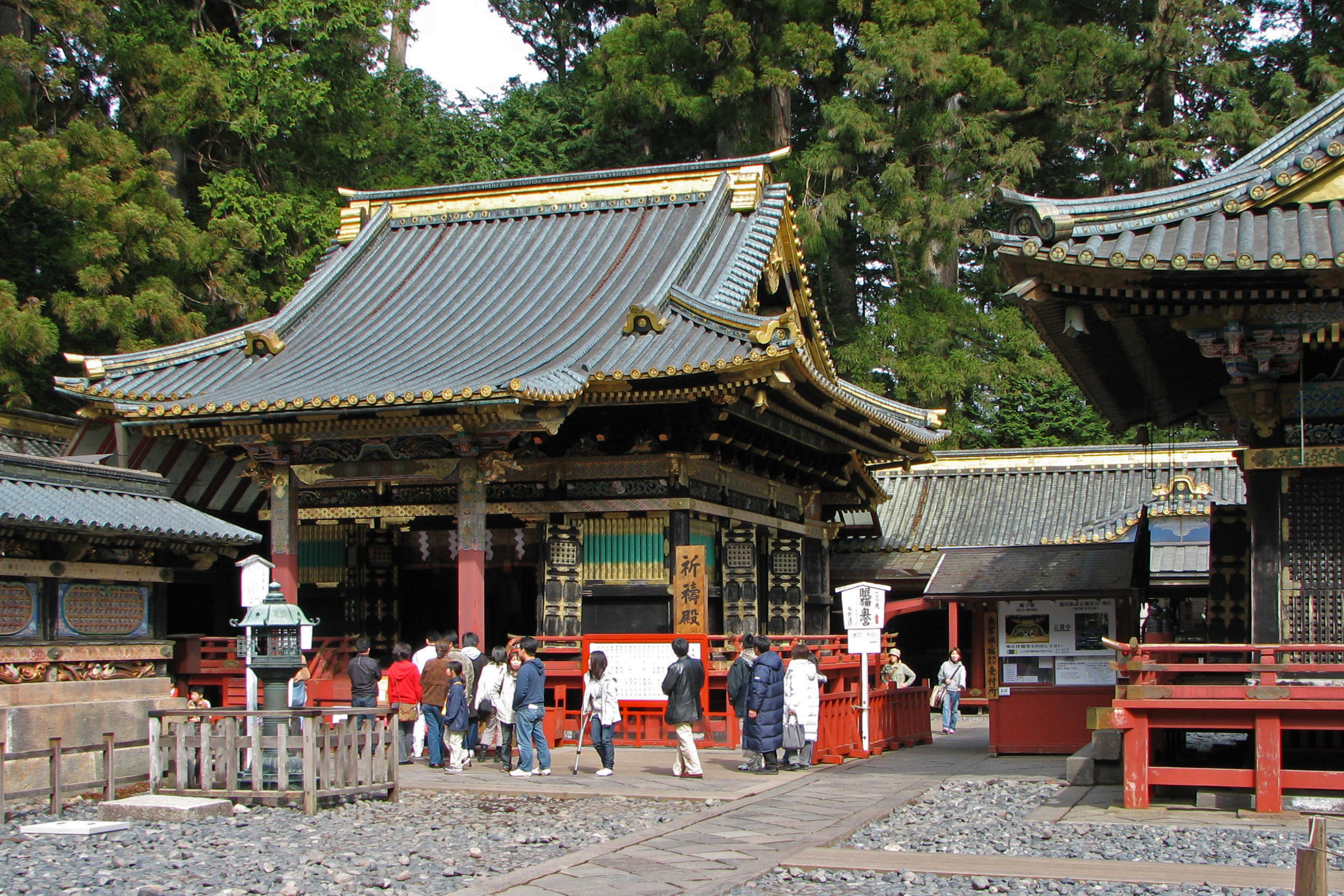
Section du tōshō-gū de Nikkō.

C'est une des destinations touristiques les plus populaires au Japon.
Le fils de Ieyasu, le second shogun Hidetada, ordonna la construction du tōshō-gū de Nikkō. Plus tard, le troisième shogun Iemitsu fit agrandir et embellir le temple.

### Les autrestōshō-gūcélèbres
Le tōshō-gū du parc de Ueno à Tokyo est assez connu. Un autre, Kunōzan Tōshō-gū dans la préfecture de Shizuoka, rivalise avec Nikkō sur le plan de la splendeur du décor.

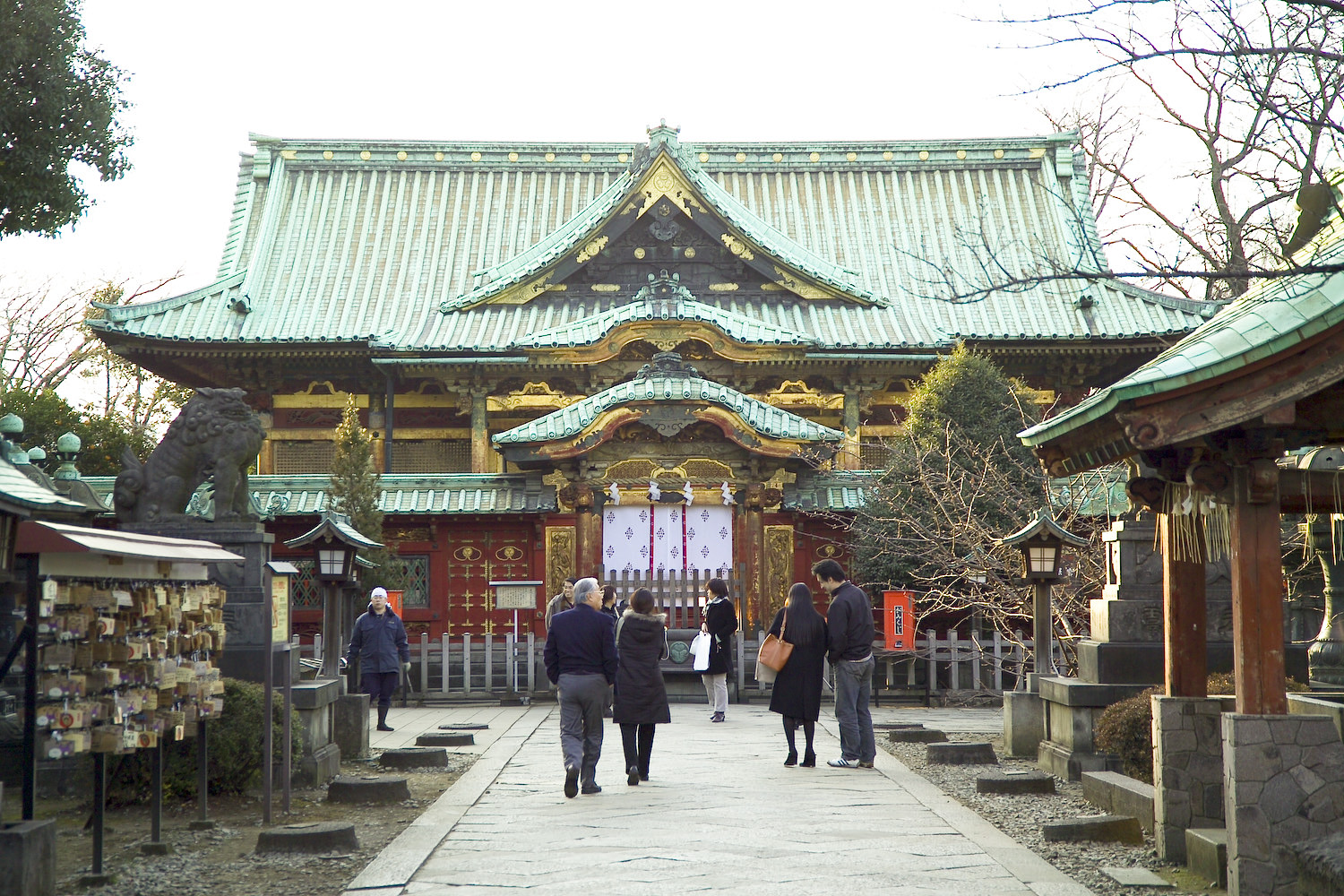
Ueno Tōshō-gū.
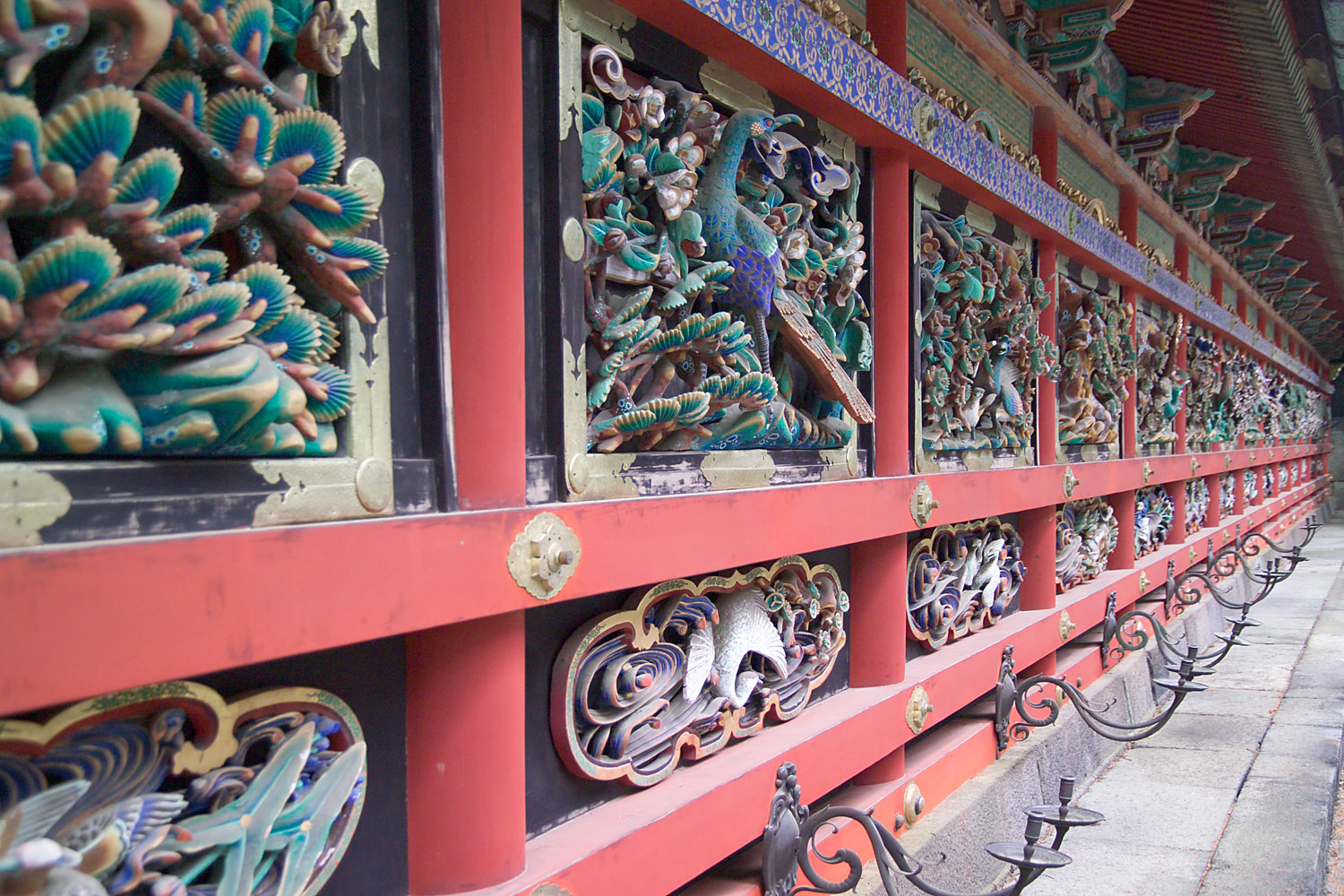
Reliefs sur la Yomei-mon (Nikkō).
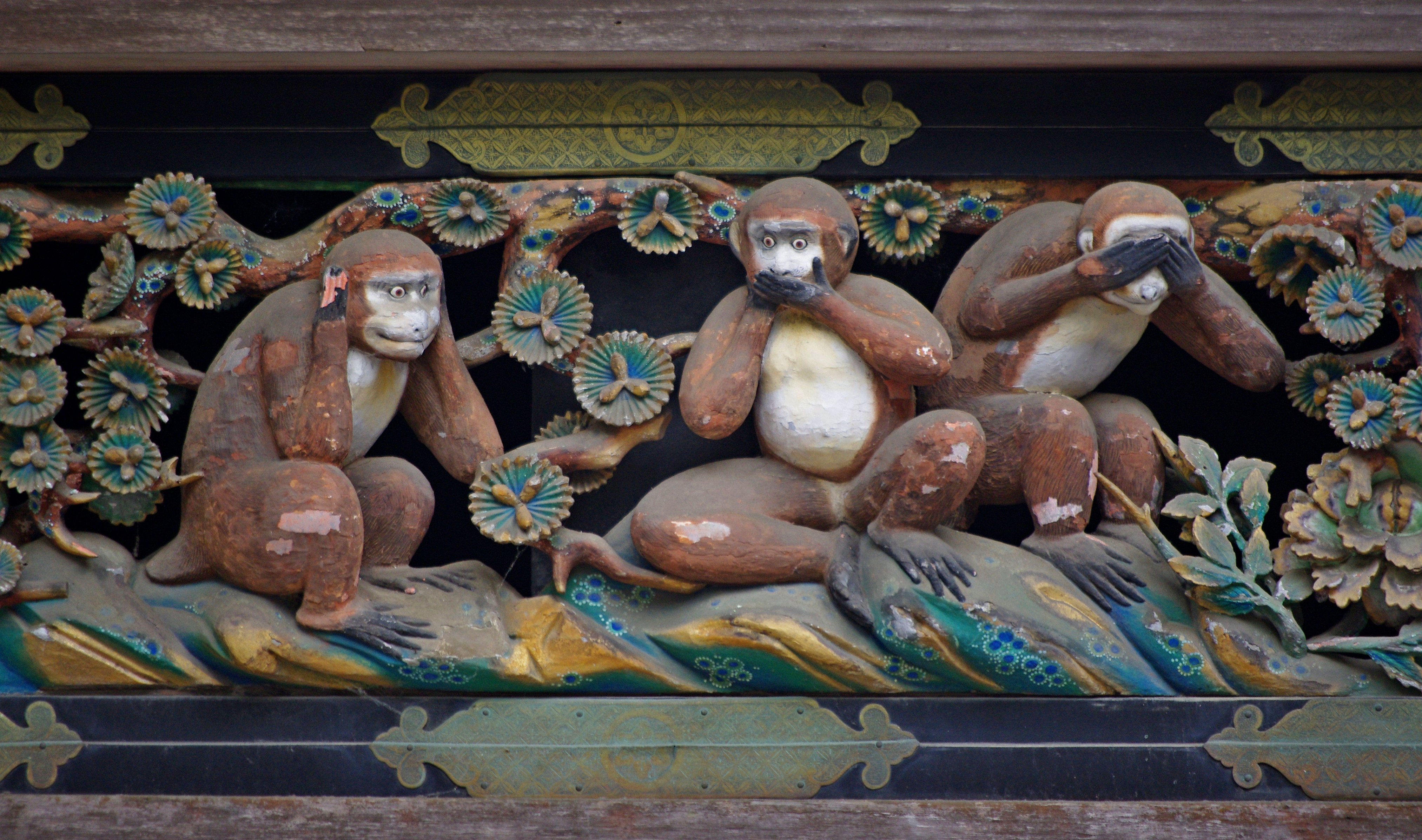
Les trois singes (Nikkō).
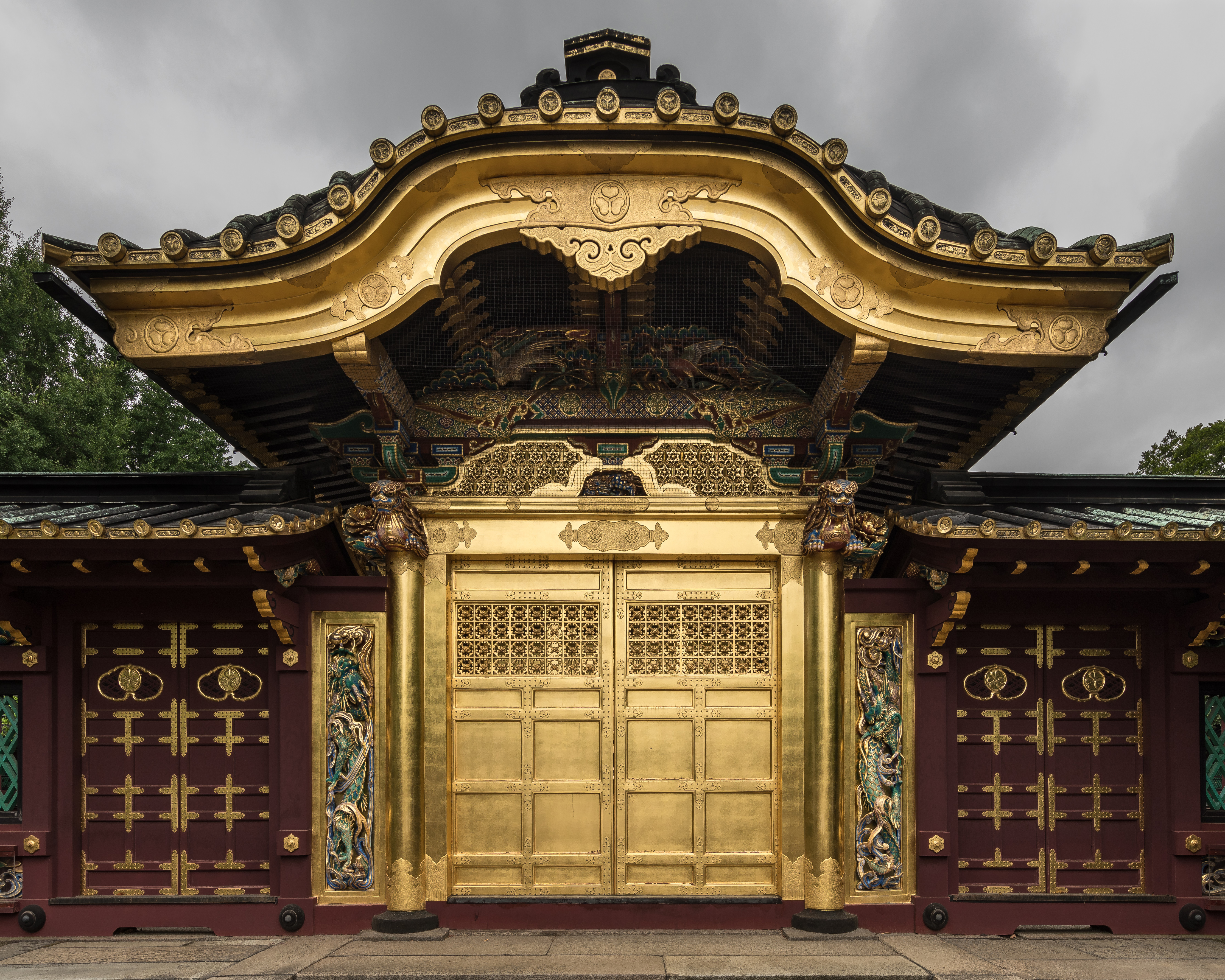
Porte dorée du sanctuaire shinto Ueno Tōshō-gū, à Tokyo, dans le parc d'Ueno (juin 2019).